# Ranjeni Munusamy
Ranjeni Munusamy (née en 1969 à Verwoerdburg en Afrique du Sud) est une journaliste d'opinion d'Afrique du Sud et une éditorialiste, employée du groupe Tiso Blackstar de 2017 à 2019. Elle a travaillé pour le Sunday Times et pour le Daily Maverick. Elle est proche du congrès national africain. Elle a travaillé pour la campagne électorale de Jacob Zuma en 2007 et a été conseillère en communication en 2009-2010 du ministre de l'éducation, Blade Nzimande, rédactrice de discours pour de hauts responsables politiques sud-africains, ainsi que stratège en communication et formatrice en médias pour les organisations politiques et syndicales.  Elle est soupçonnée depuis 2019 d'avoir bénéficié d'une caisse noire du renseignement criminel. En novembre 2020, elle a été recrutée par le ministre des finances pour être, au sein de son cabinet, chargée des communautés. 

## Biographie
Issue de la communauté indienne d'Afrique du Sud, Ranjeni Munusamy est née dans la banlieue de Pretoria à Verwoerdburg en 1969. Elle a effectué des études de journalisme.
Proche de Jacob Zuma, elle a été impliquée dans la tentative pour discréditer le procureur Bulelani Ngcuka lors de l'Affaire Zuma et suspendue de ses fonctions au Sunday Times,. La commission d'enquête indépendante présidée par le juge Joos Hefer estimera fallacieuse les accusations  colportées contre Ngcuka,. Elle avait alors démissionné avant que des mesures disciplinaires ne soient prises à son encontre.
Munusamy a ensuite travaillé comme spécialiste des communications, notamment comme conseillère médias auprès de Schabir Shaik lors de son procès en 2005. Durant la campagne pour les élections générales sud-africaines de 2009, elle participe à un site web favorable à Jacob Zuma qu'elle conseille directement.
En 2009-2010, elle est porte parole du ministre de l'éducation, chargée de la communication. Elle rejoint en 2012 le Daily Maverick comme éditorialiste puis le groupe Tiso Blackstar en 2017.
En 2019, son éthique et sa déontologie ont été mis en cause devant la commission Zondo sur la capture d'Etat. Elle est notamment impliquée par deux officiers du renseignement pour avoir bénéficié d'une caisse noire du renseignement criminel.
Alors rédactrice en chef adjoint du Sunday Times, Munusamy est mise à pied par son employeur, le groupe Tiso Blackstar, en attendant le résultat d'une enquête interne et afin qu'elle puisse se défendre des allégations pesant à son encontre selon lesquelles elle aurait été aussi une employée de l'Agence de sécurité de l'État,,.
Munusamy a nié les allégations portées contre elle et doit encore témoigner devant la commission d'enquête.
En 2020, alors que l'instruction est toujours pendante, le ministre des Finances, Tito Mboweni, la recrute au sein de son cabinet au poste d'agent de sensibilisation communautaire, provoquant un tollé dans l'opposition.

## Critique professionnelle
Pour Anton Harber, professeur auxiliaire de journalisme à l'Université du Witwatersrand, Ranjeni Munusamy est une journaliste engagée politiquement, partisane et qu'un tel engagement politique doit questionner sur son statut même de journaliste d'autant plus s'il s'avérait que Munusamy ait accepté de l'argent d'une agence de l'Etat, ce qui enfreindrait l'éthique de tout journaliste. 